# Stazione di Hansfield
La stazione di Hansfield è una stazione ferroviaria che fornisce servizio a Blanchardstown, contea di Dublino, Irlanda. Fu aperta nel 2011. Attualmente le linee che vi passano sono il Western Commuter della Dublin Suburban Rail e la linea 1 della Dublin Area Rapid Transit (anche se questa in misura ridotta, e in aggiunta senza fermarsi sempre nella stazione in questione). Farà parte anche della ferrovia Dublino–Navan. La costruzione della ferrovia dovrebbe portare anche ad investimenti per costruire un totale di 3000 case nuove. La linea ferroviaria passante per la stazione fu aperta nel settembre 2010, ma Hansfield rimase ancora chiusa, salvo essere aperta nel 2011, visto che l'accesso stradale alla fermata ferroviaria non era ancora completo.

## Servizi
- Servizi igienici
- Capolinea autolinee
- Biglietteria a sportello
- Biglietteria self-service
- Distribuzione automatica cibi e bevande